# Coppa Italia di pallacanestro maschile 2024
La Coppa Italia di pallacanestro maschile 2024 è stata la quarantottesima edizione del torneo. Si è disputata tra il 14 ed il 18 febbraio 2024. Nota per ragioni di sponsorizzazione come Frecciarossa Final Eight 2024, è stata giocata, come l'edizione precedente, alla Inalpi Arena di Torino.
Il torneo è stato vinto dalla Napoli Basket, che ha battuto in finale l'Olimpia Milano con il punteggio di 77-72, vincendo così per la prima volta la competizione.

## Squadre
Si qualificano alla competizione le prime 8 classificate al termine del girone d'andata della Serie A UnipolSai 2023-24:
1. Reyer Venezia
2. Brescia
3. Virtus Bologna
4. Olimpia Milano

1. Aquila Trento
2. Pall. Reggiana
3. Napoli Basket
4. Pistoia Basket

## Tabellone
|  | Quarti di finale 14 e 15 febbraio | Quarti di finale 14 e 15 febbraio | Quarti di finale 14 e 15 febbraio |               |                | Semifinali 17 febbraio | Semifinali 17 febbraio | Semifinali 17 febbraio |  |  | Finale 18 febbraio | Finale 18 febbraio | Finale 18 febbraio |
|  |                                   |                                   |                                   |               |                |                        |                        |                        |  |  |                    |                    |                    |
|  | 1                                 | Reyer Venezia                     | 86                                |               |                |                        |                        |                        |  |  |                    |                    |                    |
|  | 8                                 | Pistoia Basket                    | 71                                |               |                |                        |                        |                        |  |  |                    |                    |                    |
|  | 8                                 | Pistoia Basket                    | 71                                |               | 1              | Reyer Venezia          | 77                     |                        |  |  |                    |                    |                    |
|  |                                   |                                   |                                   |               | 1              | Reyer Venezia          | 77                     |                        |  |  |                    |                    |                    |
|  |                                   | 4                                 | Olimpia Milano                    | 100           |                |                        |                        |                        |  |  |                    |                    |                    |
|  | 4                                 | 4                                 | Olimpia Milano                    | 100           | Olimpia Milano | 80                     |                        |                        |  |  |                    |                    |                    |
|  | 4                                 |                                   |                                   |               | Olimpia Milano | 80                     |                        |                        |  |  |                    |                    |                    |
|  | 5                                 | Aquila Trento                     | 57                                |               |                |                        |                        |                        |  |  |                    |                    |                    |
|  |                                   |                                   |                                   |               |                |                        |                        |                        |  |  | 4                  | Olimpia Milano     | 72                 |
|  |                                   |                                   | 7                                 | Napoli Basket | 77             |                        |                        |                        |  |  |                    |                    |                    |
|  | 3                                 | Virtus Bologna                    | 72                                |               |                |                        |                        |                        |  |  |                    |                    |                    |
|  | 6                                 | Pall. Reggiana                    | 81                                |               |                |                        |                        |                        |  |  |                    |                    |                    |
|  | 6                                 | Pall. Reggiana                    | 81                                |               | 6              | Pall. Reggiana         | 78                     |                        |  |  |                    |                    |                    |
|  |                                   |                                   |                                   |               | 6              | Pall. Reggiana         | 78                     |                        |  |  |                    |                    |                    |
|  |                                   | 7                                 | Napoli Basket                     | 87            |                |                        |                        |                        |  |  |                    |                    |                    |
|  | 2                                 | 7                                 | Napoli Basket                     | 87            | Brescia        | 74                     |                        |                        |  |  |                    |                    |                    |
|  | 2                                 |                                   |                                   |               | Brescia        | 74                     |                        |                        |  |  |                    |                    |                    |
|  | 7                                 | Napoli Basket                     | 80                                |               |                |                        |                        |                        |  |  |                    |                    |                    |

## Tabellini

### Quarti di finale
| Arbitri: | Paternicò Rossi Grigioni |

|                                                          |            |                                    |
| Shields, Voigtmann 14 Napier, Hall 9 Flaccadori, Hines 6 | Punti      | 12 Hubb 9 Alviti, Forray 6 Baldwin |
| Shields 3                                                | Assist     | 4 Hubb                             |
| Melli 7                                                  | Rimbalzi   | 7 Baldwin                          |
| Ettore Messina                                           | Allenatori | Paolo Galbiati                     |

| Arbitri: | Begnis Lo Guzzo Quarta |

|                                   |            |                                |
| Tucker 23 Kabengele 13 Wiltjer 11 | Punti      | 20 Moore 14 Ogbeide 13 Varnado |
| Spissu 7                          | Assist     | 5 Moore                        |
| Kabengele 13                      | Rimbalzi   | 9 Wheatle                      |
| Neven Spahija                     | Allenatori | Nicola Brienza                 |

| Arbitri: | Baldini Perciavalle Borgo |

|                                     |            |                              |
| Shengelia 20 Belinelli 14 Mickey 10 | Punti      | 20 Galloway 16 Faye 10 Weber |
| Pajola 4                            | Assist     | 6 Weber                      |
| Shengelia 10                        | Rimbalzi   | 6 Faye                       |
| Luca Banchi                         | Allenatori | Dimitris Priftis             |

| Arbitri: | Lanzarini Valzani Gonella |

|                                       |            |                                  |
| Gabriel 19 Della Valle 12 Christon 11 | Punti      | 25 Pullen 19 Brown 12 Sokołowski |
| Bilan, Della Valle 5                  | Assist     | 8 Ennis                          |
| Bilan 12                              | Rimbalzi   | 9 Zubcic                         |
| Alessandro Magro                      | Allenatori | Igor Milicic                     |

### Semifinali
| Arbitri: | Mazzoni Lo Guzzo Borgioni |

|                                    |            |                                  |
| Shields 28 Napier 17 Flaccadori 13 | Punti      | 18 Kabengele 15 Tucker 14 Spissu |
| Napier 6                           | Assist     | 4 Spissu                         |
| Melli 9                            | Rimbalzi   | 6 Kabengele, Spissu              |
| Ettore Messina                     | Allenatori | Neven Spahija                    |

| Arbitri: | Attard Bartoli Valzani |

|                                      |            |                             |
| Atkins, Chillo 15 Vitali 13 Smith 11 | Punti      | 21 Pullen 18 Ennis 16 Brown |
| Weber, Galloway 4                    | Assist     | 6 Ennis                     |
| Vitali, Weber 8                      | Rimbalzi   | 13 Ennis                    |
| Dimitris Priftis                     | Allenatori | Igor Milicic                |

### Finale
| Arbitri: | Lanzarini Borgioni Gonella |

|                                |            |                                  |
| Melli 20 Mirotić 19 Shields 10 | Punti      | 21 Ennis 14 Pullen 13 Sokołowski |
| Napier, Shields 4              | Assist     | 7 Ennis                          |
| Melli 8                        | Rimbalzi   | 7 Owens, Ennis                   |
| Ettore Messina                 | Allenatori | Igor Milicic                     |

| Vincitrice Coppa Italia 2024 |
| ---------------------------- |
| Napoli 1º titolo             |

## Premi individuali
| Premio                | Giocatore         | Squadra        |
| --------------------- | ----------------- | -------------- |
| MVP                   | Michał Sokołowski | Napoli Basket  |
| Best offensive player | Jacob Pullen      | Napoli Basket  |
| Miglior assist man    | Tyler Ennis       | Napoli Basket  |
| Miglior difensore     | Markel Brown      | Napoli Basket  |
| Miglior italiano      | Niccolò Melli     | Olimpia Milano |